# Ujung Tinggi
Ujung Tinggi is een bestuurslaag in het regentschap Simeulue van de provincie Atjeh, Indonesië. Ujung Tinggi telt 388 inwoners (volkstelling 2010).